# Estrecho San Lesmes
El estrecho San Lesmes es un pasaje marítimo del océano Atlántico Sur que separa por el sur del golfo Caldera a las islas Thule/Morrell y Cook del grupo Tule del Sur de las islas Sandwich del Sur. Se localiza entre la punta Hewison de la península Corbeta Uruguay, al oeste en la isla Thule, y la punta Arrecife, al este en la isla Cook. En el medio se encuentra la pequeña roca Twitcher.
Se lo suele confundir con el estrecho Douglas, ubicado al norte.

## Referencias

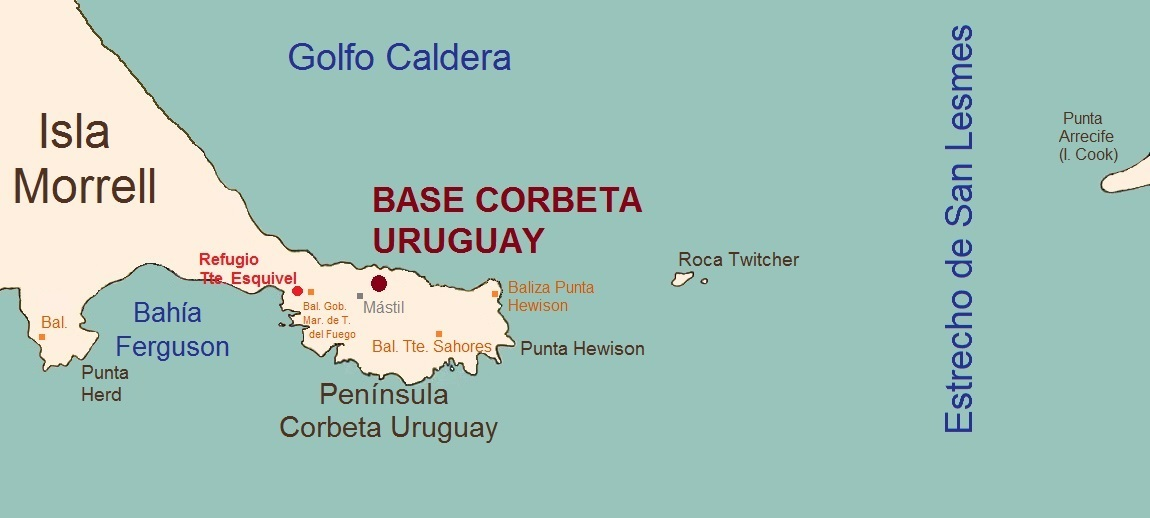
Mapa de la península Corbeta Uruguay con el estrecho San Lesmes.